# Dansemyg
Dansemyg (Chironomidae) er en familie af insekter i ordenen tovinger. Det er en artsrig gruppe, hvor der alene i Danmark er registreret over 350 forskellige arter. Dansemyg er kendt for at lave dansende sværme. De er vigtig føde for fugle, fx svaler, og larverne ædes af fx fisk.

## Udseende
De fleste dansemyg er kun få millimeter store, nogle dog op til omkring 10 mm. Fra siden ses brystet skyde ind over hovedet. Farverne er oftest grå, sorte, gule eller grønne. Hannerne har buskede følehorn ligesom hanner af stikmyg, men dansemyg mangler altid skælhår på vinger og bagkrop. De mangler også sugesnabel. Mange af de største arter holder forbenene højt løftet, når de sidder.

## Slægter
Eksempler på nogle af de slægter, der forekommer med arter i Danmark:
- Chironomus er 10-12 millimeter store dansemyg, der forekommer med mange arter i Danmark. De fleste af de større arter er grå eller sorte. De danner store sværme, der står som røgskyer omkring kirketårne og enlige træer. Larverne er op til 20 millimeter og kaldes røde myggelarver. Mange af dem lever på bunden af søer og åer, tit også i forurenet vand. Her danner de dyndrør, hvor puppen befinder sig.[2]
- Tanytarsus er en slægt af dansemyg med typisk grønlige larver med karakteristisk lange følehorn. De lever i hede- og klitsøer.
- Tanypus er en slægt af dansemyg, hvor larverne har meget lange gangvorter. De lever som rovdyr og efterstræber små krebsdyr og andre myggelarver.
- Clunio indeholder arter, hvis larver lever i havet, fx i Øresund og Østersøen. Larverne lever i slimrør på bunden på 4-8 meters dybde. Hos nogle af arterne kan det voksne insekt af det ene eller begge køn ikke flyve, da vingerne mangler eller er stærkt reducerede.

## Larver
Larverne er kendetegnet ved at være ormelignende med et velafgrænset hoved og som regel et par gangvorter, det ene par på første brystled og det andet på sidste bagkropsled. Tracheasystemet er lukket. Itoptagelsen foregår gennem huden. Nogle larver er røde på grund af stoffet hæmoglobin, hvilket gør dem i stand til at leve meget iltfattige steder.
Larverne findes oftest i ferske vande og lever typisk af planteplankton og henrådnende plantedele. Hunnerne vokser cirka fire gange så hurtigt som hannerne på grund af udskillelsen af hormonet somatotropin.